# Annie Pelletier
Annie Pelletier (Montreal, 22 de diciembre de 1973) es una deportista canadiense que compitió en saltos de trampolín.
Participó en los Juegos Olímpicos de Atlanta 1996, obteniendo una medalla en la prueba individual. Ganó una medalla de bronce en el Campeonato Mundial de Natación de 1994 y dos medallas en los Juegos Panamericanos de 1995.

## Palmarés internacional
| Juegos Olímpicos     | Juegos Olímpicos          | Juegos Olímpicos  | Juegos Olímpicos |
| Año                  | Lugar                     | Medalla           | Prueba           |
| -------------------- | ------------------------- | ----------------- | ---------------- |
| 1996                 | Atlanta (Estados Unidos)  | Medalla de bronce | Trampolín 3 m    |
| Campeonato Mundial   |                           |                   |                  |
| Año                  | Lugar                     | Medalla           | Prueba           |
| 1994                 | Roma (Italia)             | Medalla de bronce | Trampolín 1 m    |
| Juegos Panamericanos |                           |                   |                  |
| Año                  | Lugar                     | Medalla           | Prueba           |
| 1995                 | Mar del Plata (Argentina) | Medalla de oro    | Trampolín 3 m    |
| 1995                 | Mar del Plata (Argentina) | Medalla de plata  | Trampolín 1 m    |